# Kia Soluto
El Kia Pegas es un automóvil de turismo del segmento B, producido por Kia Motors en conjunto con su subsidiaria China Dongfeng Yueda Kia. Se vende con la denominación Pegas en China y en algunas zonas de Oriente Medio, y como Kia Soluto en algunas zonas de Sudamérica y el Sudeste Asiático.

## Historia
El Kia Pegas debutó en el Auto Shanghái 2017. Basado en la plataforma PB utilizada en el Kia K2 y dirigido a compradores jóvenes, el Pegas tiene una distancia entre ejes de 2.570 mm y una capacidad de maletero de 475 litros. El coche está propulsado por un motor Kappa MPI I4 de 1,4 litros que genera 94 CV y 95 lb-pie de par a las ruedas delanteras.
El Pegas salió a la venta en agosto de 2017 en China y en 2018 en Egipto. Debutó en Filipinas el 30 de enero de 2019 como Kia Soluto, coincidiendo con el relanzamiento de Kia Motors Filipinas bajo la propiedad de Ayala Corporation.  El Soluto salió a la venta en Panamá en agosto de 2019, y en Vietnam en septiembre de 2019.  El Soluto se lanzó en Brunéi el 18 de septiembre de 2020.